# Clément Janequin
Clément Janequin (* um 1485 in Châtellerault; † 1558 in Paris) war ein französischer Komponist der Renaissance.

## Leben
Über Janequins Jugend ist nichts bekannt. Ab 1505 war er Geistlicher in Bordeaux im Dienst des Humanisten Lancelot du Fau und wurde 1534 Kapellmeister der Kathedrale von Angers. Schließlich trat er 1549 in Paris in den Dienst des Herzogs von Guise. Ab 1555 war er Mitglied der königlichen Hofkapelle Heinrichs II.
Seine etwa 400 Chansons, von denen bereits zu Lebzeiten etliche Drucke erschienen, haben ihn weithin berühmt gemacht. Etliche Komponisten der nachfolgenden Generationen benutzten seine Werke als Grundlage für ihr eigenes Schaffen. Mit der Chanson La guerre vertonte Janequin auch die Schlacht von Marignano, bei dem im Jahre 1515 die Eidgenossen dem französisch-venetischen Heer unter Franz I. unterlagen. Das Stück ist vor allem durch seine vokale Umsetzung von Schlachtgeräuschen wie Hornsignalen, Angriffsrufen und Waffenlärm bekannt.
Während des 17. und 18. Jahrhunderts gerieten die Werke Janequins in Vergessenheit, wurden jedoch am Ende des 19. Jahrhunderts wiederentdeckt.